# Veríssimo, Máxima e Júlia
Veríssimo, Máxima e Júlia, conhecidos como os Santos Mártires de Lisboa, foram três cristãos martirizados durante a perseguição do imperador Diocleciano. A vida desses mártires serviu de tema a um interessante conjunto de tábuas de Garcia Fernandes.
As primeiras referências históricas conhecidas aos três santos podem ser encontradas no Martirológio de Usuardo, do século VIII. A antiga devoção da cidade aos mártires Veríssimo, Máximo e Júlia também é atestada em De expugnatione Lyxbonensi, um relato do Cerco de Lisboa no início da Segunda Cruzada.
A maioria dos relatos da vida dos Santos Mártires de Lisboa sustentam que os três irmãos estavam em Roma quando um anjo lhes apareceu e lhes disse que fossem para Olissipo, onde "alcançariam a coroa do martírio que tanto buscavam". Eles viajaram de barco até a cidade e logo foram levados à presença de Tarquínio, governador romano de Diocleciano; tendo manifestado a sua vontade de sofrer o martírio para defender a fé cristã, Tarquínio submeteu-os a uma série de tormentos, após os quais foram apedrejados e tiveram as gargantas cortadas.

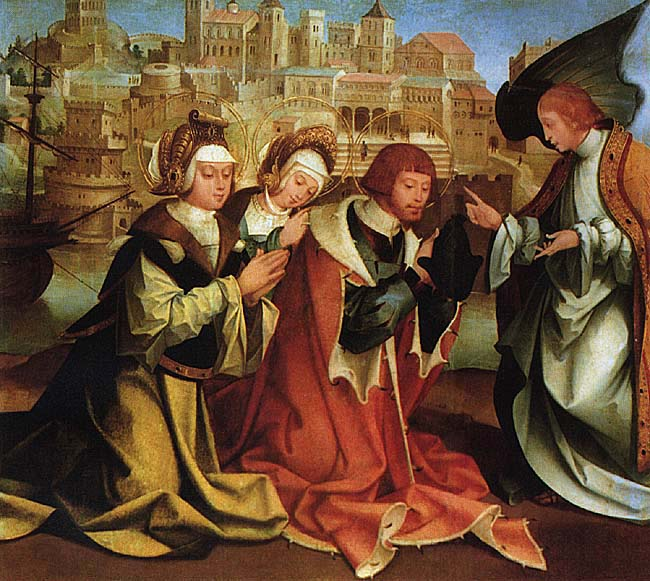
Anunciação do Martírio aos Santos Mártires de Lisboa (c. 1530) por Garcia Fernandes, 1530, Museu Carlos Machado